# Bowling Bowling Bowling Parking Parking
Bowling Bowling Bowling Parking Parking je živé album americké punk rockové kapely Green Day. Toto živé album bylo vydáno 25. července 1996 Reprise Records, ale bylo vydáno jen v Japonsku, Evropě a Jižní Americe. Singly byly zaznamenávány v různých dnech/na různých koncertech.

## Seznam písní
| Název                   | Místo nahrání                                               | Čas  |
| ----------------------- | ----------------------------------------------------------- | ---- |
| 1.Armatage Shanks       | 26. března, 1996 in Sporthall, Prague                       | 2:18 |
| 2.Brain Stew            | 26. března, 1996 in Sporthall, Prague                       | 3:04 |
| 3.Jaded                 | 26. března, 1996 in Sporthall, Prague                       | 1:23 |
| 4.Knowledge             | 11. března, 1994 at Jannus Landing, St. Petersburg, Florida | 2:38 |
| 5.Basket Case           | 27. ledna, 1996 at Harumi Arena, Tokyo, Japan               | 2:52 |
| 6.She                   | 29. ledna, 1996 at Harumi Arena, Tokyo, Japan               | 2:20 |
| 7.Walking Contradiction | 26. března, 1996 in Sporthall, Prague                       | 2:31 |

## Japonská verze
| Název                  | Místo nahrání                                 | Čas  |
| ---------------------- | --------------------------------------------- | ---- |
| 8.Dominated Love Slave | 27. ledna, 1996 at Harumi Arena, Tokyo, Japan | 2:19 |